# Mercyful Fate
Mercyful Fate este o formație heavy metal din Copenhaga, Danemarca, fondată în anul 1981.

## Membrii formației

### Membri actuali
- King Diamond - vocal, clape (1981–1985, 1993–prezent)[3]
- Hank Shermann - chitară (1981–1985, 1993–prezent)[3]
- Sharlee D'Angelo - Chitară bas (1993–prezent)[3]
- Bjarne T. Holm - baterie (1994–prezent)[3]
- Mike Wead - chitară (1996–prezent)[3]

### Foști membri
- Carsten Van Der Volsing - chitară (1981)[3]
- Ole Frausing - baterie
- Jan Lindblad - baterie (1981)[4]
- Timi Hansen - chitară bas (1981–1985, 1993, 2008, 2011)[3]
- Nick Smith - baterie (1981)[3]
- Kim Ruzz - baterie (1981–1985)[3]
- Benny Petersen - chitară (1981-1982)[3]
- Michael Denner - chitară (1982–1985, 1993–1996, 2008, 2011)[3]
- Morten Nielsen - baterie (1993)[3]
- Snowy Shaw - baterie (1993–1994)[3]

## Discografie
Albume de studio
- Melissa (1983)
- Don't Break the Oath (1984)
- In the Shadows (1993)
- Time (1994)
- Into the Unknown (1996)
- Dead Again (1998)
- 9 (1999)